# Strafanwendungsrecht (Schweiz)
Das Strafanwendungsrecht bestimmt autonom und ohne Rücksicht auf Überschneidungen mit den Hoheitsansprüchen anderer Staaten, wo das schweizerische Strafrecht anwendbar sein und wer unter die schweizerische Strafhoheit fallen soll. Das Strafanwendungsrecht ist hauptsächlich in den Art. 3 ff. StGB geregelt.
Das schweizerische Strafanwendungsrecht kennt eine Vielzahl von Anknüpfungsregeln. Außer nach dem Territorialitätsprinzip (in der Schweiz verübte Taten, Art. 3 Abs. 1 StGB), das den Regelfall darstellt, können grenzüberschreitende Straftaten auch nach dem Flaggenprinzip (auf einem unter Schweizer Recht stehenden Luftfahrzeug oder Schiff verübte Taten), dem Staatsschutzprinzip (gegen die Existenz bzw. staatliche Rechtsgüter der Schweiz gerichtete Taten, Art. 4 Abs. 1 StGB mit Deliktskatalog), dem aktiven (von Schweizer Staatsangehörigen verübte Taten, Art. 7 Abs. 1 in Verbindung mit 2 StGB e contrario) und passiven (gegen strafrechtlich geschützte Rechtsgüter Schweizer Staatsangehöriger gerichtete Taten, Art. 7 Abs. 1 in Verbindung mit 2 StGB e contrario) Personalitätsprinzip sowie nach dem Weltrechtsprinzip (jede gegen universelle Rechtsgüter gerichtete Tat, Art. 5, Art. 6, Art. 7 Abs. 2 Bst. b, Art. 264m StGB, zudem nebenstrafrechtliche Bestimmungen) der schweizerischen Strafgewalt unterstehen.
Die Art. 3–8 StGB gelten nach Maßgabe von Art. 333 Abs. 1 StGB (Vorbehalt abweichender Regelungen) auch für das Nebenstrafrecht.
Die Anknüpfung nach dem Territorialprinzip wird durch das beschränkte Ubiquitätsprinzip (Art. 8 StGB) konkretisiert. Danach gilt eine Straftat  als in der Schweiz begangen, wenn entweder der Ort der Handlung oder der Ort des Erfolgseintritts im Inland liegt. Eine Inlandstat liegt somit auch dann vor, wenn die Tathandlung im Ausland vorgenommen wurde, der tatbestandliche Erfolg aber in der Schweiz eingetreten ist.
Schweizer Strafrecht wird unabhängig von Tatort und Nationalität des Täters angewendet in Fällen von: Angriff auf die Unabhängigkeit der Schweiz, Hochverrat oder Landesverrat gegen die Eidgenossenschaft, nachrichtendienstlicher Tätigkeit gegen die Schweiz, tätlichen Angriffen auf schweizerische Hoheitszeichen, Gefährdung der verfassungsmässigen Ordnung, Störung der militärischen Sicherheit, Fälschung von Aufgeboten oder Weisungen, Störung des Militärdienstes, Menschenhandel von Jugendlichen, sexueller Nötigung, Vergewaltigung, Schändung, Förderung der Prostitution Jugendlicher, sexuellen Handlungen mit Kindern, Beschaffung und Besitz von kinderpornografischem Material.